# Meropliosepsis sexsetosa
Meropliosepsis sexsetosa är en tvåvingeart som beskrevs av Oswald Duda 1926. Meropliosepsis sexsetosa ingår i släktet Meropliosepsis och familjen svängflugor. Inga underarter finns listade i Catalogue of Life.